# Domingos Augusto Borges
Domingos Augusto Borges ComC (Santa Bárbara, 4 de agosto de 1892 — Angra do Heroísmo, 2 de abril de 1933) foi um oficial do Exército Português e político ligado à Ditadura Nacional que exerceu, entre outras, as funções de administrador do concelho de Santa Cruz da Graciosa e de governador civil do Distrito Autónomo de Angra do Heroísmo (1932-1933). Foi irmão de outro político, o general Fernando Augusto Borges.

## Biografia
Alistou-se como voluntário no no Regimento de Infantaria n.º 23, então aquartelado em Angra do Heroísmo, seguindo para a Escola de Guerra, onde concluiu o curso de Infantaria em 1915. Foi promovido a alferes em 1916, tenente em 1918 e capitão em 1923. Como alferes integrou o Corpo Expedicionário Português em França no decuros da Primeira Guerra Mundial. Terminada a guerra, no posto de tenente, em 1918-1919 esteve destacado na Guarda Fiscal.
Apoiante da ditadura militar saída do golpe de 28 de Maio de 1926, foi enviado para a ilha Graciosa como comandante de diligência do Regimento de Infantaria n.º 23 destinado a guardar o depósito de deportados políticos estabelecido em Santa Cruz da Graciosa. Nesse período exerceu a função de comandante militar da Graciosa e administrador do concelho de Santa Cruz. Pelo modo como exerceu esses lugares foi louvado em 1930, «pelo prestígio do Exército e por servir a causa da Ditadura».
Regressado à ilha Terceira foi nomeado por de creto de 19 de julho de 1932 para o cargo de governador civil do Distrito Autónomo de Angra do Heroísmo, num período de elevada tensão política e repressão na sequência da Revolta das Ilhas, ocorrida am Angra do Heroísmo no ano anterior. Faleceu aos 40 anos de idade no exercício deste cargo.
Segundo uma notícia publicada no jornal Diário de Lisboa de 3 de abril de 1933, o capitão Domingues Borges faleceu no dia anterior, em Angra do Heroísmo, aos 40 anos de idade, estando casado com Alice de Oliveira Borges. A Gazeta dos Caminhos de Ferro de 1 de Maio refere que Domingues Borges foi substituído no posto de Governador Civil de Angra do Heroísmo por Joaquim Moniz de Sá Corte-Real e Amaral. Menciona igualmente que Domingos Amaral era irmão de Fernando Augusto Borges Júnior, coronel do Estado Maior.
Pela sua participação no Corpo Expedicionário Português foi condecorado com a Medalha Comemorativa das Campanhas, a Medalha da Vitória. Recebeu em 1924 a Medalha Militar de Comportamento Exemplar, prata. Em 4 de novembro de 1931, foi condecorado com o grau de cavaleiro da Ordem Militar de Cristo, tendo ascendido à categoria de comendador da mesma ordem em 5 de outubro de 1934.